# Aline Camboulives
Aline Camboulives (Valence, Francia, 13 de julio de 1973) es una corredora francesa de maratón, especializada en carreras de montaña y carretera. Es triple campeona de la maratón de Francia de los años 2011, 2012 y 2015. Anteriormente fue ciclista, siendo miembro en 2002 del equipo de Francia. En 2015 obtuvo el título de subcampeón mundial de carreras de larga distancia en montaña.